# Caridade
Caridade är en kommun i Brasilien.   Den ligger i delstaten Ceará, i den östra delen av landet, 1 600 km nordost om huvudstaden Brasília. Antalet invånare är 20 020.
Omgivningarna runt Caridade är huvudsakligen savann. Runt Caridade är det glesbefolkat, med 17 invånare per kvadratkilometer.